# ツァラトゥストラはこう語った
『ツァラトゥストラはこう語った』（ツァラトゥストラはこうかたった、Also sprach Zarathustra）は、1883年から1885年にかけて発表された、ドイツの哲学者フリードリヒ・ニーチェの後期思想を代表する著作。『ツァラトゥストラかく語りき』、『ツァラトゥストラはかく語れり』、『ツァラトゥストラはこう言った』『ツァラトゥストラ』などとも訳される。全4部構成。

## 概要
ボン大学と、ライプツィヒ大学で、文献学者フリードリヒ・ヴィルヘルム・リッチェルの指導を受けたニーチェは、その能力を認められ、26歳（1870年）の若さで、バーゼル大学の古典文献学教授となった。しかし、健康上の理由から、35歳（1879年）で大学を退職、孤独な執筆生活に入ることとなり、持病の発作に悩まされながらも、1889年に発狂するまで、多くの著書を世に出した。その中でも本書は最も重要なものとされている。本書の最初のインスピレーションとなったのは、1881年の夏、ニーチェがエンガティン峡谷の小村シルス・マリアに滞在したときで、そのとき散歩中のニーチェは突然永劫回帰の思想の啓示を受けたのだった。その思想が熟成し『ツァラトゥストラはこう語った』という表現形式を得たのは2年後のことであった。
全4部構成。1883年2月にわずか10日間で第1部が執筆され、同年6月に出版。続いて、同年夏に2週間で第2部、翌1884年1月に10日間で第3部が執筆され、4月に第2部、第3部が合わせて出版されたが、ほとんど売れず反響もなかった。最後に1885年に第4部が執筆されたものの、これは引き受けてくれる出版社がなく私家版40部が印刷され、その一部が親戚や知り合いに配布されただけであった。
本書は、後期ニーチェの重要な哲学的研究のひとつであり、19世紀末期におけるヨーロッパの没落を背景としながら、キリスト教的な理想に代わる超人(Übermensch)の思想が展開されている。

## テキストの背景

### 文体の特性
本書は、近代において書かれた哲学研究としては、独特な文体を備えている。それは、哲学書というよりも、小説や神話のような文体であり、実際に文学においても影響を与えている。ツァラトゥストラは、時には対話し、自問自答し、また詩を歌うことを通じて哲学の議論を読者に示唆している。このような文体は、議論の一貫性を通じてその論理展開を読者が理解していくのではなく、その修辞的な表現を通じて常に読者に解釈を要求するものである。たとえば、本書で登場する人物は、ツァラトゥストラ以外には固有の名前が記されておらず、道化師、隠遁者、学者、背面世界論者などと呼ばれるだけである。彼らはどのような性格を持つ者たちであるかが描写されており、彼らが特定の個人ではなく思想史における議論そのものや、観念を擬人化したものであることが、寓話の形式で示唆される。この著作では、その意味で混合散文の文体に特徴付けられる。
「思想詩」、「哲学的叙事詩」などと呼ばれ、詩に分類されることもある。

### ツァラトゥストラ
ニーチェの初期の思想におけるディオニュソス概念がツァラトゥストラに結実したこと、また永劫回帰の思想がはじめて本格的に展開されたことは、この書物の意義の一つである。ツァラトゥストラとは、ゾロアスター教の開祖の名前であるザラスシュトラ（ゾロアスター）をドイツ語読みしたものである。しかし、この著作の思想は、ザラスシュトラの思想とはあまり関係がない。ニーチェ自身が『この人を見よ』で解説した内容に拠れば、ニーチェがツァラトゥストラの名を用いた理由は、二つある。第一に、最初に善悪二元論を唱えたゾロアスターは、道徳についての経験を最も積んだ者であり、道徳の矛盾を最も知っているはずだという理由である。第二に、ゾロアスター教では「誠実」を重んじ、ニーチェの重んじる「真理への誠実さ」も持つはずだという理由である。この著作は、「神は死んだ」„Gott ist tot“など、それまでの価値観に対する挑発的な記述によって幕を開け、ツァラトゥストラの口を通じて超人、永劫回帰の思想が論じられている。

## 内容
ツァラトゥストラを主人公とする物語の体裁をとっているが、大半はツァラトゥストラによる思想の吐露である。一連の物語において、ニーチェは「神の死」「超人」そして「永劫回帰」の思想を散文的な文体で論じている。
山に篭もって思想を養い、孤独を楽しんでいたツァラトゥストラは、神が死んだことを知覚し、絶対者がいなくなった世界で、超人思想を人々に教えようと山を下りる決意をする。だが、低俗な人々は耳を貸そうとしない。そこで、ツァラトゥストラは、自分の思想を理解する人を探し始め、従う弟子たちを得る。しかし「師に従うばかりではいけない」と結局弟子も棄ててしまう。あらたな思索の末、ツァラトゥストラは人々に対して自らの思想を語ることを控えることを決め、山に帰郷する。ツァラトゥストラは山中の洞窟で、何人かの特別に高等な人々と会い、彼らとの交流の中で歓喜する。最後には、ツァラトゥストラが再び山を降りることで、物語は締めくくられている。

### 第1部
ツァラトゥストラは30歳の時、故郷を去って山に入り、10年間孤独を楽しんでいた。ある日、登ってくる朝日を仰ぎ、その光のように自分の持てるものを分配し、与えるべきことを悟って、山を下り、民衆の中に「下りて」いく。
その途中で1人の森の聖者に出会う。聖者はツァラトゥストラに人間たちのもとに下りていくのを思いとどまるように言う。彼は、聖者に自分はあなたのように仕えるべき「神」を持たないこと、自分は「人間を愛している」ことを告げて立ち去る。聖者と別れた後、ツァラトゥストラは、あの聖者はまだ神が死んだことを聞いていないのだ、という。彼は町の市場に立って、綱渡りの曲芸に浮かれている民衆たちに「超人」を説く。超人とは、神やその他の人間以外の原理に寄って、人間を克服するのではなく、人間自身の可能性に基づいて、現在の人間自身を克服するものである、と。かの神の死し超人は、呼応しあっている。しかし、現状に満足している民衆は彼の言葉に耳を貸さない。最初の日、彼の収穫は、道化師によって追い落とされた綱渡り師の死体だけであった。その死体を背負って、彼は山に帰る。

彼は一般大衆に向かって教説を説くことの愚かさを悟り、友を求める決心をする。そこで彼は再び町に出て、「超人」を説き、若干の友を得る。「五色の牛」と言う名の町で、彼は精神の三段階の変化、どのようにして精神が駱駝となるのか、駱駝が獅子となるのか、そして最後に獅子が幼子になるのかということを語る。続いて、徳の講壇として、市民道徳の浅はかさを、世界の背後を説く者では、すべての超越的な世界、宗教的な彼岸の世界が勝手な妄想であること、を説く。友が弟子となると、彼は弟子たちが師の信者からさらに進んで、自律的な人間となることを期待して、彼らと別れる。

### 第2部
ツァラトゥストラらは、再び山に入って、歳月が流れた。ある朝、彼は「鏡を持った幼子」の夢を見る。その鏡には、自分の絵姿ではなく、嘲り笑う悪魔の奇っ怪な顔が現れる。彼は、彼の敵たちが、自分の教えを、超人の理想を歪め、危機に陥れていることを悟る。そこで、彼は再度山を下り、弟子たちを救おうと決心する。彼の愛する知恵は、「荒々しい知恵」である。ツァラトゥストラは、ナポリ湾に浮かぶイスキア島を思わせるような至福の島々を訪れて、説教を行う。

彼は、学者、予言者、詩人など現在の人間のさまざまなタイプを代表するような人たちの偽善や欺瞞の批判を繰り返すうちに、自己批判を感じるとともに、人類の運命と痛感するようになる。彼の魂の逼迫感は、彼の内面の戦慄となる。

その時声なき声が、彼に呼びかける。「おお、ツァラトゥストラよ、あなたの育てた果実は熟れている。熟れていないのは、あなた自身の方です。だから、あなたは再びあなたの孤独にもどりなさい。あなたはさらに熟れなくてはならないのです。」彼は、体中から汗が吹き出すのを覚えて、再び弟子たちに別れを告げ、彼らのもとを立ち去ることにする。

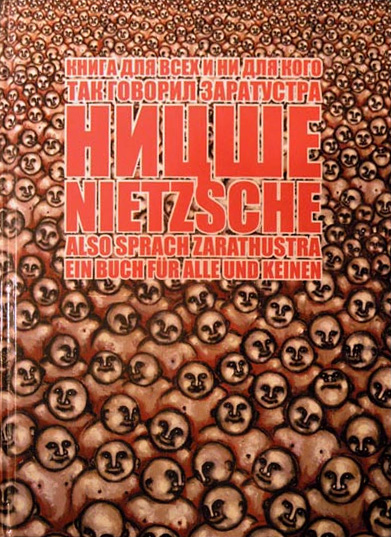
レナ・ハデス氏の絵画の載っているニーチェ著の2言語の本の表紙。出版：ロシア科学アカデミー

### 第3部
真夜中、至福の島の山の尾根を超え、山向の港を目指す。若い頃からの幾度もの旅路を思い起こし、孤独な漂泊者として見てきたものを振り返る。彼の見たものは、貧しさと汚れと惨めな安逸による人間の卑小化で、これらに対するは吐き気のするような気分を抱えて、彼は山に戻っていく。山に戻った彼は、七日間起きる力もなく、屍のように横たわっていた。目覚めたツァラトゥストラは、この吐き気が、人間の世界からの吐き気ではなく、一切合財を含めて人間的なものを絶対的に肯定する最後のいざないであることを知る。そしてそしてこの「然り」と笑う精神こそが、指輪の中の指輪、永遠回帰であると悟る。

### 第4部
ツァラトゥストラは、山上の洞窟の中で多くの歳月を過ごし、白髪となって最後の下降の時を待っている。彼は、自身が養成者、調停者、教育者であることを自覚する。ある日、救いを求める人間の叫び声を聞き、それを探しに出かける。彼は途中、八種類のより高い人間に出会う。右手の王と左手の王、老いた魔術師、法王、求めてなった乞食、影、良心的な学究、悲哀の預言者、そして騾馬がそれである。ツァラトゥストラは彼らを洞窟に招いて、晩餐の席を設ける。彼らは、憂い苦しみを払い落とし、笑い声に溢れ、「ましな人間」と呼ばれるようになる。そして、「生とはこれだったのか、よし、今一度」と叫ぶ。
しかし、ツァラトゥストラが求めるものは、幸せではなくして事業、真夜中の酔歌ではなくして大いなる真昼における自己犠牲である。「永遠回帰」が、ただツァラトゥストラの存在によ、人間の殻に植え付けられたことを知る。彼はましな人間たちに対する同情が、彼に対する最後の誘惑であることを悟って、同情を克服する。最後に、鳩の群れと一頭の獅子がやってきたことで、彼は「徴が来た」と、別れのときがやってきたことを皆に伝える。「いざ、獅子は来た。我が子は近い、ツァラトゥストラは熟した。我が時は来たー。これは我が朝、我が日は始まる。来たれ、今こそ、大いなる真昼！」と叫んで、ツァラトゥストラは再び山を下っていく。

## 日本語文献

### 訳書 (著作権切れ)
- 桑木厳翼訳『ニーチエ氏倫理説一斑』育成会 1902年
- 生田長江訳『ツァラトゥストラ』新潮社 1911年
- 山口小太郎訳『独和対訳 ツアラトウストラ如是説』精華書院 1916年
- 生田長江訳『ニイチエ全集: ツァラトゥストラ』新潮社 1921年
- 登張竹風訳『如是経 (光炎菩薩大師子吼経)』星文館書店 1921年
- 加藤一夫訳『ツァラトゥストラは斯く語る・此の人を見よ』春秋社 1929年
- 登張竹風訳『如是説法ツァラトゥストラー』山本書店 1935年

| 日本語の翻訳                                       | 日本語のツァラトゥストラ本文 |
| -------------------------------------------------- | --- |
| ツァラトゥストラの緒言 (桑木厳翼訳)                | 諸君聴きたまへ、我れ諸君に超人の説を説かう。/超人といふのは、大地或は現世の意義（Sinn der Erde）である。諸君の意志は、超人は大地の意義であれがしと望むであらう。 |
| ツァラトゥストラの緒言 3:6-7 (生田長江 1911年訳)   | 聽け、我は汝等に超人を教ふ。/超人は地の意義なり。汝等の意志をして言はしめよ、超人が地の意義なるべきことを。                                                      |
| ツァラトゥストラの序言 (山口小太郎訳)              | 見よ予は爾曹に超人を教ゆるものなり/超人は是れ現世の眞諦なり。爾曹須く分別覺悟すべし、超人は是れ現世の眞諦なりと                                                  |
| ツァラトゥストラの序説 3:7-8 (生田長江 1921年訳)   | 見よ、我は汝等に超人を教ふ。/超人は地の意義なり。汝等の意志をして言はしめよ──超人が地の意義ならざるべからざることを。                                            |
| 如是経 序品 40-41 (登張竹風 1921年訳)              | 聞け、われ汝等に超人（佛）を說かん。/超人（佛）は地の意義なり。汝等希くば、超人（佛）は地の意義なることを欲するところあれ。                                      |
| ツァラトゥストラの序説 3:7-8 (加藤一夫訳)          | 見よ、我は汝等に超人を教へる。/超人は大地の意義である。汝等の意志をして云はしめよ。超人は大地の意義であらねばならぬ！と。                                        |
| ツァラトゥストラの前説法 3:7-8 (登張竹風 1935年訳) | 聞け。私は君等に超人を教へる！/超人は地の意義だ。君等の意志は言へ、超人よ地の意義であれ！と。                                                                    |

### 訳書（現行版）
- 氷上英廣訳 『ツァラトゥストラはこう言った』 岩波文庫（上下）[9]
- 竹山道雄訳 『ツァラトストラかく語りき』 新潮文庫（上下）[10]
- 手塚富雄訳 『ツァラトゥストラ』 中公文庫（改版2018年）[11]
- 吉沢伝三郎訳 『ツァラトゥストラ』 ちくま学芸文庫〈ニーチェ全集 第9・10巻〉- 元版は理想社版『全集』
- 薗田宗人訳 『ツァラトゥストラはこう語った』 白水社〈第2期 ニーチェ全集 第1巻〉- ※同社で伝記研究を多数刊行。
- 丘沢静也訳 『ツァラトゥストラ』 光文社古典新訳文庫（上下）、2010-11年
- 佐々木中訳 『ツァラトゥストラかく語りき』 河出文庫、2015年
- 森一郎訳 『ツァラトゥストラはこう言った』 講談社学術文庫、2023年
- 生田長江訳 『文語訳 ツァラトゥストラかく語りき』 書肆心水、新装版2014年
  - ※復刻版・前後篇、ゆまに書房 昭和初期世界名作翻訳全集216・217（2009） ISBN 9784843331521、ISBN 9784843331538 - 初訳は新潮社（1911）
- 浅井真男訳 『ツァラトゥストラはかく語った』 筑摩書房〈筑摩世界文学大系44 ニーチェ〉、1972年 - 初訳版は1960年
- 小山修一訳 『ツァラトゥストラ』 鳥影社ロゴス企画部 上下、2003年、改訂新版2018年ほか

### 研究解説
- 湯田豊 『ツァラトゥストラからのメッセージ』 角川学芸出版〈角川叢書〉 2006年
- 村井則夫 『ニーチェ　ツァラトゥストラの謎』 中央公論新社〈中公新書〉 2008年
- ヨアヒム・ケーラー 『ニーチェ伝　ツァラトゥストラの秘密』 五郎丸仁美訳、青土社 2009年
- リュディガー・ザフランスキー 『ニーチェ　その思考の伝記』 山本尤訳、法政大学出版局〈叢書・ウニベルシタス〉2001年
- 森一郎 『快読ニーチェ『ツァラトゥストラはこう言った』』講談社選書メチエ 2024年

## その他
- レナ・ハデスは「ツァラトゥストラかく語りき」を主題とした絵を多数描いている。
- グスタフ・マーラーの『交響曲第3番』の第4楽章に、第4部の詩が歌詞として用いられている。
- リヒャルト・シュトラウス作曲の交響詩『ツァラトゥストラはこう語った』も名高い。とりわけ、その導入部がスタンリー・キューブリックの映画『2001年宇宙の旅』（1968年）で使われて有名になった。
- フレデリック・ディーリアスはこのテクストに基づき、合唱曲『人生のミサ』を作曲した。
- バンダイナムコゲームス発売のソフト『ゼノサーガ エピソードIII』はサブタイトルに［ツァラトゥストラはかく語りき］と名付けられている。黒幕の目的はツァラトゥストラという装置を使って永劫回帰を行う事であり、黒幕もニーチェと同じ「ヴィルヘルム」の名を持つ。最終的に主人公らがラストボスであるツァラトゥストラを破壊することで永劫回帰を阻止する結末となる。
- 『ツァラトゥストラかく語りき (まんがで読破)』 - イースト・プレスから刊行されているコミック文庫シリーズ。
- 映画『チャンス』（1979年）の冒頭でジャズピアニストであるデオダートの「ツァラトゥストラはかく語りき」が流れる。
- グッドモーニングアメリカの楽曲『拝啓ツラツストラ』は、「ツァラトゥストラかく語りき」をモチーフにしている[12]。